# Gare de Saint-Loubès
Gare de Saint-Loubès – stacja kolejowa w miejscowości Saint-Loubès, w departamencie Żyronda, w regionie Nowa Akwitania, we Francji. Jest zarządzana przez SNCF i obsługiwana przez pociągi TER Nouvelle-Aquitaine.
W 2016 z usług stacji skorzystało 52 083 pasażerów.

## Położenie
Znajduje się na linii Paryż – Bordeaux, na km 565,014 między stacjami Saint-Sulpice - Izon i La Gorp, na wysokości 10 m n.p.m.

## Linie kolejowe
- Linia Paryż – Bordeaux